# Almen Abdi
Almen Abdi (ur. 21 października 1986 w Prizrenie) – urodzony w Kosowie szwajcarski piłkarz, występujący na pozycji pomocnika w Sheffield Wednesday.

## Kariera klubowa
Wychowanek klubu FC Zürich. W kolejnych latach zawodnik Le Mans FC, Udinese Calcio, Watfordu oraz Sheffield Wednesday.
| Sezon     | Klub           | Kraj       | Rozgrywki      | Mecze | Bramki | Puchary Krajowe                       | Mecze | Bramki | Rozgrywki Europy                    | Mecze | Bramki |
| --------- | -------------- | ---------- | -------------- | ----- | ------ | ------------------------------------- | ----- | ------ | ----------------------------------- | ----- | ------ |
| 2005/2006 | FC Zürich      | Szwajcaria | Axpo League    | 5     | 0      | -                                     | -     | -      | -                                   | -     | -      |
| 2006/2007 | FC Zürich      | Szwajcaria | Axpo League    | 24    | 4      | -                                     | -     | -      | -                                   | -     | -      |
| 2007/2008 | FC Zürich      | Szwajcaria | Axpo League    | 31    | 7      | -                                     | -     | -      | Liga Mistrzów UEFA                  | 2     | 0      |
| 2008/2009 | FC Zürich      | Szwajcaria | Axpo League    | 32    | 19     | -                                     | -     | -      | -                                   | -     | -      |
| 2009/2010 | FC Zürich      | Szwajcaria | Axpo League    | 8     | 0      | -                                     | -     | -      | Liga Mistrzów UEFA                  | 4     | 1      |
| 2009/2010 | Le Mans FC     | Francja    | Ligue 1        | 13    | 0      | -                                     | -     | -      | -                                   | -     | -      |
| 2010/2011 | Udinese Calcio | Włochy     | Serie A        | 19    | 0      | Puchar Włoch                          | 1     | 0      | -                                   | -     | -      |
| 2011/2012 | Udinese Calcio | Włochy     | Serie A        | 23    | 0      | Puchar Włoch                          | 1     | 0      | Liga Mistrzów UEFA Liga Europy UEFA | 1 8   | 0 1    |
| 2012/2013 | Watford        | Anglia     | Championship   | 38    | 12     | Puchar Ligi Angielskiej               | 2     | 0      | -                                   | -     | -      |
| 2013/2014 | Watford        | Anglia     | Championship   | 13    | 2      | Puchar Ligi Angielskiej Puchar Anglii | 1 2   | 0      | -                                   | -     | -      |
| 2014/2015 | Watford        | Anglia     | Championship   | 32    | 9      | Puchar Anglii                         | 1     | 0      | -                                   | -     | -      |
| 2015/2016 | Watford        | Anglia     | Premier League | 32    | 2      | Puchar Ligi Angielskiej Puchar Anglii | 1 4   | 0      | -                                   | -     | -      |

Stan na: 21 maja 2016 r.

## Reprezentacja
Almen Abdi w reprezentacji Szwajcarii zadebiutował 20 sierpnia 2008 roku w meczu z Cyprem.